# Antonov An-140
O Antonov An-140 é um avião turbo-hélice construído para a aviação regional. Projetado na Ucrânia pela Antonov ASTC, voou pela primeira vez em 17 de Setembro de 1997. Além da linha de produção principal em Kharkiv pela KSAMC, a aeronave está sendo fabricada também na Rússia, e sob licença pela HESA, no Irã (designado IR.AN-140 ou Iran-140), e pode também começar a ser produzido no Cazaquistão. Sua capacidade é de 52 passageiros.

## Versões
VIP – An-140 em versão VIP, projetado para até 30 passageiros com maior conforto. O compartimento de passageiros da aeronave pode ser dividido em duas ou três zonas - o salão exclusivo, equipado com quatro assentos confortáveis, áudio e vídeo, com opções de cabine de classe econômica ou executiva, na qual possui por padrão 26 assentos.
O An-140-100 pode ser construído para uso civil, militar ou outros: patrulha marítima, aeromédico, aerofotogrametria, exploração geológica, carga, etc.

## Operadores civis
Em Maio de 2012, um total de 35 Antonov An-140 estavam em serviço de transporte aéreo, com mais 24 pedidos firmes. É atualmente operado pelos seguintes operadores:

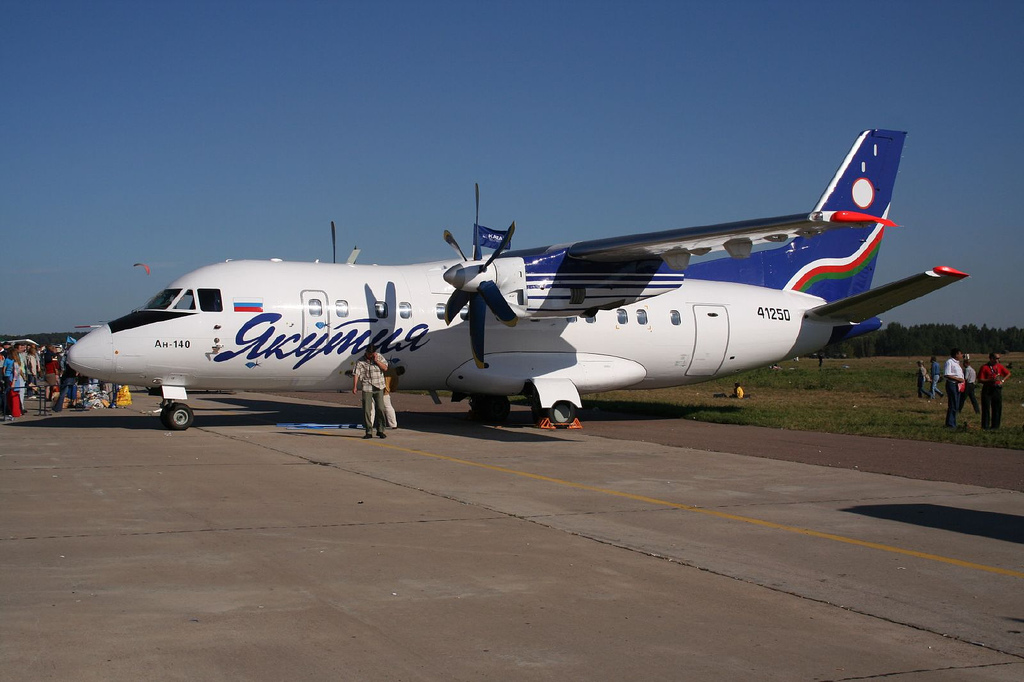
Antonov An-140 na pintura da Yakutia Airlines.

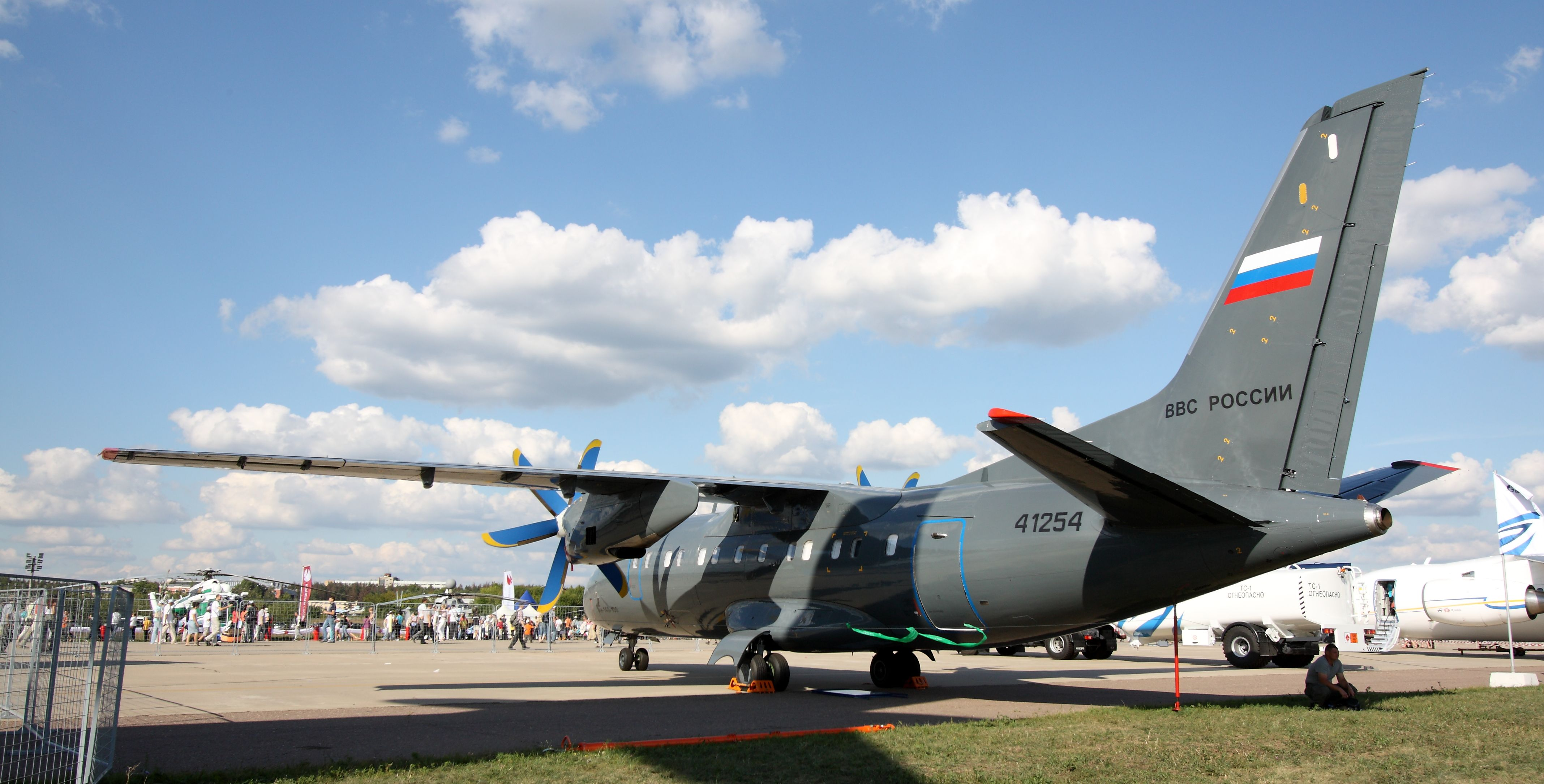
Antonov An-140-100. Força Aérea Russa, Rússia, 2011

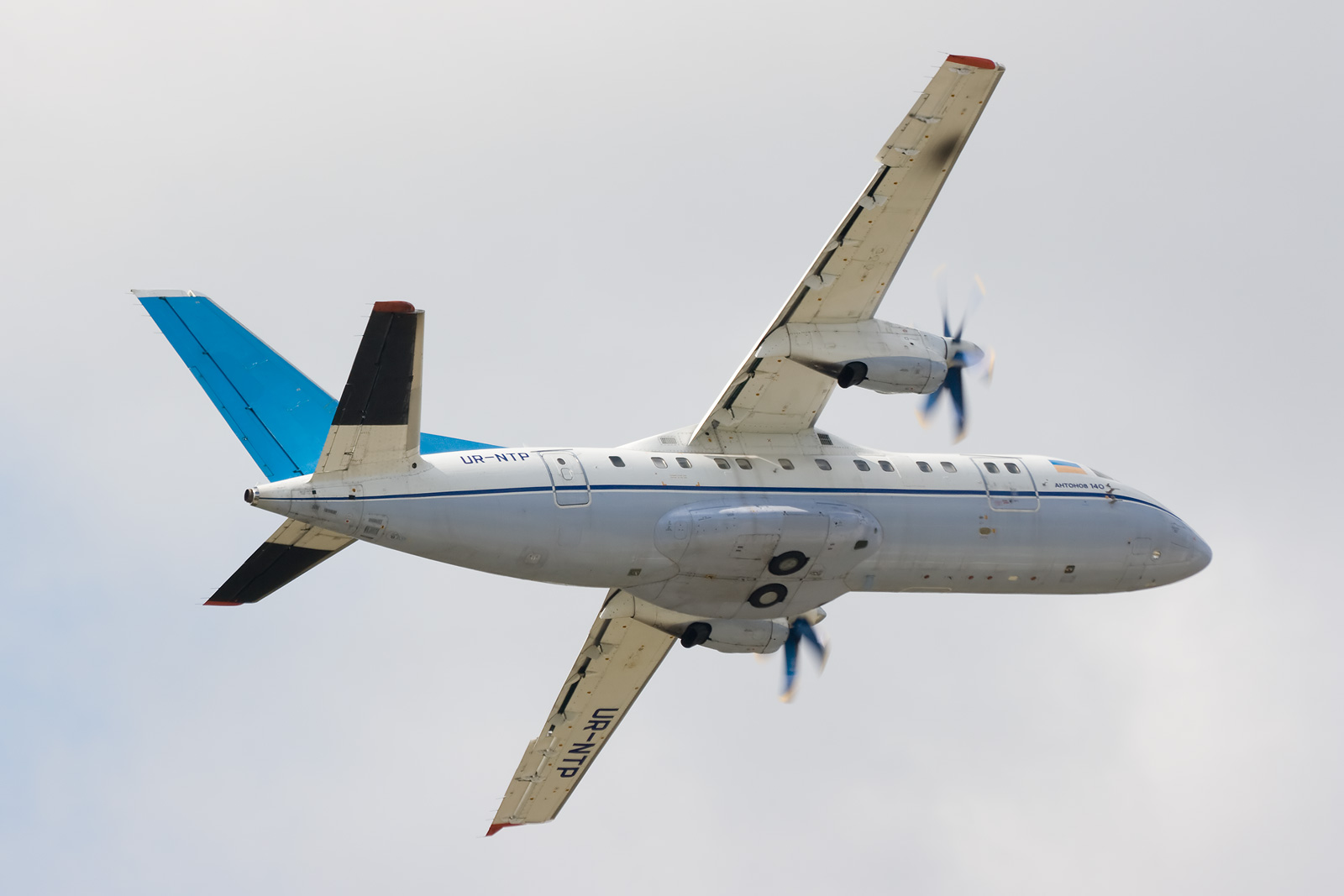
Antonov An-140. Aeroporto de Hostomel, Ucrânia, 2008

| Empresa                       | Em serviço | Pedido |
| ----------------------------- | ---------- | ------ |
| Antonov Airlines              | 3          | 0      |
| Ilyich-Avia                   | 2          | 0      |
| Motor Sich                    | 3          | 0      |
| Yakutia Airlines              | 4          | 4      |
| Ministério da Defesa (Rússia) | 2          | 11     |
| Aviação da Polícia Iraniana   | 2          | 0      |
| HESA Airlines                 | 6          | 0      |
| Total                         | 22         | 15     |

## Especificações (An-140)
- Tripulação: 2
- Capacidade: 52 passageiros
- Comprimento: 22,60 m
- Envergadura: 24,505 m
- Altura: 8,23 m
- Área da asa: 51 m²
- Peso básico: 12.810 kg
- MTOW: 19.150 kg
- Motorização: 2x Klimov TV3-117VMA-SBM1
- Potência: 1.838 kW (2.466 shp) cada
- Motorização alternativa: Pratt & Whitney Canada PW127A turboélice,
- Potência: 1.900 kW (2.500 shp)
- Velocidade máxima: 575 km/h (310 kt, 357 mph)
- Velocidade de cruzeiro: 460 km/h (250 kt, 290 mi)
- Alcance:
  - 1.380 km (745 nm, 860 mi) a 520 km/h (280 kt, 320 mph) a 7.200 m (24.000 ft) de altitude com carga paga de 6.000 kg (13.000 lb)
  - 2.420 km (1.307 nm, 1.504 mi) com carga padrão—a 500 km/h com 52 passageiros a 7.200 m (24.000 ft) de altitude
  - 3.680 km (1.990 nm, 2.290 mi) vazio
- Teto operacional: 7.600 m (25.000 ft)
- Razão de subida: 6,83 m/s (1.345 ft/min)

Fonte:

## Acidentes e incidentes
O An-140 sofreu seis principais acidentes. Dois deles não deixaram fatalidades.
1. Em Dezembro de 2002 uma aeronave levando os principais engenheiros e projetistas aeronáuticos ucranianos bateu em uma montanha quando estava em aproximação para pouso em Isfahan no Irã, matando as 44 pessoas a bordo.[5]
2. Em 23 de Dezembro de 2005, voo 217 da Azerbaijan Airlines, um Antonov An-140 4K-AZ48, mergulhou no Mar Cáspio, cerca de 20 milhas ao norte da capital, Baku. Todos os 18 passageiros e cinco tripulantes morreram. A aeronave estava a caminho de Aktau. A empresa parou todos os An-140 remanescentes após o acidente, e também adiou planos de compra de mais aeronaves deste modelo.[6] Investigações posteriores descobriram que três giroscópios independentes não estavam provendo uma proa estabilizada e informação de altitude para a tripulação mais cedo neste mesmo voo.[7]
3. O terceiro acidente ocorreu em 12 de Agosto de 2005, com um HESA IrAn-140 da Safiran Airlines. Um dos motores falhou e a aeronave tentou pousar no aeroporto de Arak com o outro motor em funcionamento. Durante o pouso, a aeronave varou a pista. A aeronave ficou completamente danificada, mas não houve fatalidades.
4. O quarto acidente ocorreu durante um voo de treinamento em 15 de Fevereiro de 2006, próximo a Shahin Shahr, Irã. Todos os cinco pilotos a bordo morreram.[8] Esta aeronave também havia sido fabricada no Irã, designado HESA IrAn-140.
5. O quinto acidente aconteceu em 6 de Setembro de 2008 em Kiev Aeroporto de Kiev-Boryspil. Um An-140 da Southern Airlines Ukraine vindo de Lviv sofreu pane no trem de pouso do nariz (ficou preso dentro da fuselagem da aeronave). O avião pousou em uma pista preparada com espuma usando o trem de pouso principal, que estavam funcionando. Ninguém se feriu e a aeronave foi colocada de volta em serviço três semanas após o acidente.
6. O sexto acidente aconteceu em 10 de agosto de 2014 em Teerã no Irã. Um An-140 da Sepahan Airlines.